# El Palmar, Oaxaca
El Palmar är en ort i Mexiko.   Den ligger i kommunen Santa María Tlalixtac och delstaten Oaxaca, i den sydöstra delen av landet, 300 km sydost om huvudstaden Mexico City. El Palmar ligger 1 535 meter över havet och antalet invånare är 167.
Terrängen runt El Palmar är bergig söderut, men norrut är den kuperad. Runt El Palmar är det glesbefolkat, med 17 invånare per kvadratkilometer. Närmaste större samhälle är San Bartolomé Ayautla, 13,8 km nordost om El Palmar. I omgivningarna runt El Palmar växer i huvudsak städsegrön lövskog.